# Henryk Linowski
Henryk Linowski (ur. 27 września 1932 w Białymstoku, zm. 7 czerwca 2017 w Warszawie) – polski działacz powojennego podziemia antykomunistycznego, geofizyk i samorządowiec. Burmistrz warszawskiej dzielnicy Ursus w latach 1993–2003.

## Życiorys
Syn Jana i Anny. Był założycielem powołanej do życia w czerwcu 1949 w Białymstoku konspiracyjnej organizacji młodzieżowej Polska Organizacja Walki o Wolność i Niepodległość „Białe Orły”. W czerwcu 1950 przystąpił do organizacji Chrześcijańsko-Demokratyczny Ruch Podziemny, a w sierpniu tego samego roku został aresztowany przez funkcjonariuszy Urzędu Bezpieczeństwa i po kilkumiesięcznym śledztwie skazany na karę dziesięciu lat więzienia. Wyrok odbywał w zakładach karnych w Białymstoku oraz Jaworznie do sierpnia 1954, kiedy to został warunkowo zwolniony. Następnie w latach 1955–1957 odbywał zastępczą służbę wojskową w jednostce Wojskowego Korpusu Górniczego w Chorzowie.
Henryk Linowski był absolwentem Uniwersytetu Warszawskiego i Akademii Górniczo-Hutniczej w Krakowie. Uzyskał również stopień doktora w zakresie geofizyki. Od lat 90. XX wieku był działaczem warszawskiego samorządu. Należał do Zjednoczenia Chrześcijańsko-Narodowego. W trzech pierwszych kadencjach był burmistrzem Dzielnicy Warszawa-Ursus, zaś w 4 kolejnych kadencjach przewodniczącym Rady Dzielnicy Warszawa-Ursus. W uznaniu zasług został wyróżniony tytułem Honorowego Obywatela Ursusa. Dwukrotnie bez powodzenia kandydował do Sejmu w okręgu warszawskim: w 1993 - z listy Katolickiego Komitetu Wyborczego „Ojczyzna” oraz w 1997 - z ramienia Akcji Wyborczej Solidarność.
Był także członkiem Kapituły Orderu Krzyża Niepodległości.
Zmarł 7 czerwca 2017 i został pochowany na cmentarzu komunalnym w Jawczycach. W uroczystościach pogrzebowych wziął udział między innymi szef Urzędu do spraw Kombatantów i Osób Represjonowanych Jan Józef Kasprzyk.

## Wybrane odznaczenia
- Krzyż Kawalerski Orderu Odrodzenia Polski (2017)[2][11],
- Krzyż Orderu Krzyża Niepodległości (2013)[2][12]